# Stade français (handball)
Pour les articles homonymes, voir Stade français (homonymie).
Maillots
La section handball du Stade français est un club sportif français basé à Paris puis à Issy-les-Moulineaux. Elle évolue au gymnase Géo-André. Chez les féminines, la section a formé le club d'Issy Paris Hand (aujourd'hui Paris 92).

## Section féminine

### Palmarès
- Championnat de France
  - Vainqueur (3) : 1956, 1984, 1986
  - Deuxième en 1969, 1987
- Vainqueur de la Coupe de France (2) : 1986, 1987
- Vainqueur du Championnat de France de Nationale 2 (D2) (1) : 1977, 1983

### Personnalités liées au club
Parmi les joueuses, on trouve Sylvie Lagarrigue (au club de 1982 à 1996), Aline Decayeux ou encore Marie-Thérèse Bourasseau (GB) dans les années 1980. La gardienne internationale Marie-Annick Dézert y a évolué de 1991 à 1994 et la demi-centre internationale Mézuela Servier de 1994 à 1996.
Concernant les entraîneurs, Jean-Paul Martinet rejoint le club en 1981 et réalise le doublé Nationale II en 1983, Nationale I en 1984. Il quitte le club au printemps 1986 pour se consacrer à l'équipe de France féminine, Jacqueline Le Quintrec terminant la saison avec le doublé Championnat-Coupe de France. En 1994, Jean-Philippe Thomas devient l'entraîneur du club.

## Section masculine
La section masculine est promue en Nationale 1B (2e division) en 1993 avant d'être relégué en 1995.
Le futur Barjot Philippe Gardent y a évolué jusqu'à ses 18 ans en 1982.